# 市川啓一
市川 啓一（いちかわ けいいち、1964年7月25日 - ）は、日本の実業家。株式会社レスキューナウ創立者、株式会社レスキューナウ危機管理研究所代表取締役社長。

## 略歴
1964年にマレーシアで生まれ、4歳から6歳までチェコスロバキアで過ごし、当時のプラハの春を経験した。大学では成蹊大学経済学部を卒業し、1987年に日本アイ・ビー・エム株式会社に入社。金融機関担当の営業としてキャリアをスタートし、その後はアウトソーシングサービス、ビジネスリカバリーサービス、マルチメディアコンテンツのプロデュースなどの新事業立ち上げに参画。そして、経営企画室の課長などを務めた。
2000年に株式会社レスキューナウ・ドット・ネット（現在のレスキューナウ）を設立、有珠山噴火が起きた直後、現地に向かい災害情報の発信支援に尽力した。
2001年には個人の携帯電話に危機管理情報を配信するサービス「マイレスキュー」を開始し、2003年には法人向けの初動情報支援サービス「3rdWATCH」を開始した。このサービスは、企業や自治体向けに災害発生情報の通報や安否確認など多くの情報提供サービスを行っている。
2005年から2007年にかけて中央防災会議「災害被害を軽減する国民運動の推進に関する専門調査会」の委員、特定非営利活動法人事業継続推進機構の幹事、NPO法人東京いのちのポータルサイトの副理事長、NPO法人日本災害情報ネットワークの理事を務め、災害対策の分野で活動している。
2011年から株式会社レスキューナウ危機管理研究所の代表取締役社長。
その他、地域防災では、西東京市（田無市）消防団第三分団に1998年4月から2005年10月まで所属。特定非営利法人「災害救助犬ネットワーク」に2020年3月から所属。

## 危機管理アドバイザーとして
市川は、企業が自然災害、サイバー攻撃、パンデミックなど災害や危機事象に遭遇した場合、事業の継続あるいは早期復旧を可能とするための企業のBCP策定や危機対応を支援する専門家である。
市川は、工場や拠点、店舗など現場から、経営トップに至るすべての階層の危機管理の災害時の対応手順の策定から訓練まで、防災からＢＣＰまで幅広く活動をしている。
キーワードは、「情報が災害対応のカギを握る」。情報の流れ、目標時間、項目、手段、報告者を定義し、手順化し、訓練で習熟をしつつ改善していくという手法である。
大量なドキュメントを作り上げることより、1枚の実戦的な手順書にまとめ上げ訓練を繰り返し行うことで習熟と強化を図っている。
情報をまとめ上げるチームとして、CMT（クライストマネジメントチーム）を提唱し、CMTのための具体的な手順の策定と実戦的な訓練を企業に提供している。
また、想定外を作らないオールハザードBCP策定を、独自のフォーマットで展開し、企業の事業継続力強化のアドバイスを行っている。

## 主な公演歴
2023年5月　国土交通省航空局講演　「危機管理概論“４T”ステップで危機管理体系を構築する」
2023年5月　東京防災EXPO特別講演　「避難訓練から避難せよ」
2023年4月　レスキューナウセミナー　「自社のBCPをセルフチェック」
2023年2月　名古屋防災EXPO特別講演　「避難訓練から避難せよ」
2022年11月　大阪オフィス防災EXPO基調講演　「火山噴火と企業対応」
2022年10月　レスキューナウセミナー　「実践できる災害時の初動対応を構築するコツ」
2022年10月　オフィス防災EXPO特別講演　「火山噴火と企業対応」
2022年10月　博多市あんあん塾講演　「 危機へのサポート」
2022年6月　レスキューナウセミナー　「出水期の事業継続力を高める風水害プロトコル」
2022年5月　国土交通省航空局講演　「危機管理概論“４T”ステップで危機管理体系を構築する」
2022年3月　レスキューナウセミナー　「リモートでも機能する災害対策本部の作り方」
2021年10月　博多市あんあん塾講演　「 危機へのサポート」
2021年5月　国土交通省航空局講演　「危機管理概論“４T”ステップで危機管理体系を構築する」
2021年4月　オフィス防災EXPO　「風水害の脅威へのJizenの備えと対応」 
2021年2月　東京都商工会議所職場の安全セミナー　「感染症　企業に求められる対応」
2020年11月　関西オフィス防災EXPO　「４ T で構築する企業の災害対応」
2020年10月　博多市あんあん塾講演　「 危機へのサポート」
2020年9月　防災EXPO講演　「風水害の脅威への事前の備えと対応」
2020年7月　レスキューナウセミナー　「風水害への実戦的な対応手順を構築する」
2020年3月　レスキューナウセミナー　「新型コロナウイルス対策」
2020年2月　名古屋防災EXPO特別講演　「４Tで構築する企業の災害対応」
2019年11月　東京都感染症講演　「企業に求められる実効性のある感染症BCP」
2019年10月　メディカルジャパン講演　「災害時、社会の期待に応える備えはできていますか？
」
2019年6月　震災対策技術展大阪講演　「なぜ急ぐ？夜間休日の災害対応」
2018年11月　防災教育普及協会講演　「企業のための災害リスク対策」
2018年10月　国土交通省航空局講演　「危機管理概論 迅速な状況把握と的確な意思決定」 
2018年2月　震災対策技術展特別講演　「災害対策本部はいつまでに何を決めるのか？」